# شوح قاسي
الشوح القاسي نوع نباتي شجري ينتمي إلى جنس الشوح من الفصيلة الصنوبرية.

## الانتشار
موطنه وسط وجنوب اليابان.